# Џунја Танака
Џунја Танака (јап. 田中 順也; 15. јул 1987) јапански је фудбалер.

## Каријера
Током каријере је играо за Кашива Рејсол, Спортинг Лисабон и Висел Кобе.

## Репрезентација
За репрезентацију Јапана дебитовао је 2012. године. За тај тим је одиграо 4 утакмице.

## Статистика
| Јапан  | Јапан   | Јапан  |
| Година | Наступи | Голови |
| ------ | ------- | ------ |
| 2012.  | 1       | 0      |
| 2013.  | 0       | 0      |
| 2014.  | 3       | 0      |
| Укупно | 4       | 0      |